# Zona 0
Zona 0 es un videojuego del tipo arcade realizado por la compañía española de videojuegos Topo Soft en 1991 para los ordenadores de 8 bits Sinclair ZX Spectrum, MSX, Amstrad CPC y para el ordenador de 16 bits PC.
El videojuego está basado en la película de 1982 de Walt Disney TRON, en la escena de la lucha en las motocicletas de luz, donde el jugador debe hacer que los otros participantes choquen con su estela de manera que sea él el único superviviente.
El programa fue realizado con muy pocos medios aunque el resultado fue muy logrado. Creado en perspectiva isométrica y con un scroll relativamente suave.
Se intentó que el juego estuviese respaldado oficialmente por la licencia de la película original, pero al final no fue posible.

## Autores
- Programa: Rafael Gómez
- Gráficos: Alfonso Fernández Borro
- Portada: Alfonso Azpiri
- Música: Lords of the Sound